# Gunvor Nelson
Gunvor Eleonora Grundel Nelson, född 28 juli 1931 i Kristinehamn, Värmlands län, död 6 januari 2025 i Kristinehamn, var en svensk konstnär och experimentfilmare. Hon var ansedd som en föregångare och en av världens främsta experimentfilmare.
Hon startade sin karriär som bildkonstnär på 1960-talet efter att ha fått sin utbildning vid måleriinstitutionen på Konstfack i Stockholm. Tidigt började hon använda filmkameran som ett konstnärligt verktyg. Redan under 1950-talet hade hon varit bosatt i USA för att studera och i slutet av 1960-talet flyttade hon till San Francisco och blev en del av avantgarderörelsen New American Cinema, särskilt den grupp i The Bay Area som kallades Poetic Cinema' med filmare som Bruce Baille och hennes man Robert Nelson. 
Ofta har hennes filmer ansetts hamna utanför beteckningar som experiment- eller avantgardefilm och istället har begreppet Personal Film använts för att beskriva och kategorisera hennes verk. Hon var också lärare vid San Francisco Art Institute. Hon tilldelades 1984 San Francisco Museum of Modern Arts SECA Film as Art Awards. 1992 flyttade hon tillbaka till Sverige och var till sin död bosatt i Stockholm och Kristinehamn.
Hennes verk kännetecknas av en rytmiskt klippteknik som skapar en hög abstraktion. De har visats på Museum of Modern Art (MoMa) i New York och på Moderna museet i Stockholm.
Hon hade fram till sin död en garanterad inkomst på minst fem prisbasbelopp (ca 214 000 kr år 2009) per år från svenska staten genom den statliga inkomstgarantin för konstnärer. Nelson finns representerad vid Moderna museet i Stockholm.

## Filmografi
- Schmeerguntz, Gunvor Nelson och Dorothy Wiley, 1966, 16mm, s/v, 15 min
- Fog Pumas, Gunvor Nelson och Dorothy Wiley, 1967, 16mm, färg, 25 min
- Kirsa Nicholina, 1969, 16mm, färg, 16 min
- My Name Is Oona, 1969, 16mm, s/v, 10 min
- Five Artists BillBobBillBillBob, Dorothy Wiley och Gunvor Nelson, 1971, 16mm, färg, 70 min
- One & the Same, 1972, 16mm, färg, 4 min
- Take Off, 1972, 16mm, s/v, 10 min
- Moons Pool, 1973, 16mm, färg, 15 min
- Trollstenen, 1973-1976, 16mm, färg, 120 min
- Before Need, Gunvor Nelson och Dorothy Wiley, 1979, 16mm, färg, 75 min
- Frame Line, 1984, 16mm, s/v, 22 min
- Red Shift, 1984, 16mm, s/v, 50 min
- Light Years, 1987, 16mm, färg, 28 min
- Light Years Expanding, 1987, 16mm, färg, 25 min
- Field Study #2, 1988, 16mm, färg, 8 min
- Natural Features, 1990, 16mm, färg, 30 min
- Time Being, 1991, 16mm, s/v, 8 min
- Kristina's Harbor, 1992, 16mm, färg, 50 min
- Old Digs, 1992, 16mm, färg, 20 min
- Before Need Redressed, 1995, 16mm, färg, 42 min
- Tree-Line, 1998, 8 min
- Snowdrift (a.k.a. Snowstorm), 2001, 9 min
- Trace Elements, 2003, 10 min
- True to Life, 2006, 38 min
- New Evidence, 2006, 74 min